# Alfredo Frassati
Alfredo Frassati (ur. 28 września 1868 w Pollone, zm. 21 maja 1961 w Turynie) – włoski wydawca, dziennikarz i polityk, właściciel gazety „La Stampa” i jej dyrektor w latach 1900-1926, senator Królestwa Włoch i Republiki Włoskiej.

## Życiorys
W 1890 roku ukończył prawo na Uniwersytecie Turyńskim. W 1894 roku został współwłaścicielem i dyrektorem gazety „La Gazzetta Piemontese”, której w 1895 roku zmieniono nazwę „La Stampa”. Współpracował także z „Corriere della Sera”. W 1898 roku ożenił się z malarką Adelaide Ametis. W 1913 roku został mianowany senatorem Królestwa Włoch, w latach 1948-1953 senator Republiki Włoskiej. W 1920 roku został ambasadorem Włoch w Berlinie. Jego synem był bł. Piotr Jerzy Frassati, a córką Luciana Frassati-Gawrońska.

## Odznaczenia
- Order Korony Włoch
- Legia Honorowa